# Seiterswegbrücke
Die Seiterswegbrücke ist eine Straßenbrücke über die Odenwaldbahn in Darmstadt-Ost.

## Konstruktion und Geschichte
Die Sandsteinbrücke wurde im Zuge des Baus der Odenwaldbahn errichtet und 1872 eröffnet. Es handelt sich um das älteste noch bestehende Brückenbauwerk in Darmstadt. Sie liegt an einer wichtigen historischen Wegeverbindung zwischen der Innenstadt, der Mathildenhöhe und der Rosenhöhe. Die einjochige, Segmentbogenbrücke mit den beidseitigen Sandsteingeländern wurde als typisches Beispiel für die Technik der 1870er-Jahre in Darmstadt unter Denkmalschutz gestellt. 

### Sanierung
Aufgrund ihres Alters war eine Erneuerung der Brücke erforderlich. So waren die seitlichen Brüstungsmauern durch Auffahrschäden von Autofahrern stark in Mitleidenschaft gezogen worden, außerdem hatte der Sandstein, aus dem die Brücke besteht, wegen Wassereinlagerungen nicht mehr die erforderliche Festigkeit. Im Zuge dessen wurde die Brücke im Juni 2014 durch Poller für den Autoverkehr gesperrt, sodass nur noch Fußgänger und Radfahrer die Brücke passieren konnten. Für die Querung der Bahnstrecke der Odenwaldbahn stehen Autofahrern ein Bahnübergang südlich oder die Brücke der Dieburger Straße nördlich des Bauwerks zur Verfügung. Ohnehin war die Brücke für Kraftfahrzeuge aufgrund ihrer geringen Breite nur als Einbahnstraße in westliche Richtung befahrbar.
Ein zunächst diskutierter Abriss des Originalbauwerks und Neubau in ähnlicher Form war aufgrund des Denkmalschutzes nicht möglich. Von Herbst 2016 bis Mai 2017 folgte daher eine aufwändige Sanierung der Brücke. Auch nach der innerhalb von zehn Monaten abgeschlossenen und rund 880.000 Euro teuren Sanierung wurde die Sperrung für Kraftfahrzeuge und die Nutzung als Geh- und Radwegbrücke beibehalten, um das Bauwerk zu schonen. Um die Mindesthöhe der Brüstung von 1,30 m für den Radverkehr zu gewährleisten, entfernte man den auf der Fahrbahn liegenden Asphalt komplett und ersetzte ihn durch einen Belag aus Pflastersteinen. Als die Brücke für den Kraftverkehr ertüchtigt wurde, überzog man die Fahrbahn mit einer etwa 30 cm dicken Schicht Asphalt, um die Bankette auszugleichen und somit eine etwas breitere Fahrbahn zur Verfügung zu haben. Nach Ende der Sanierung entspricht die Gestaltung des Oberbaus somit wieder dem eigentlichen Originalzustand.

## Bildergalerie

### Auf der Brücke

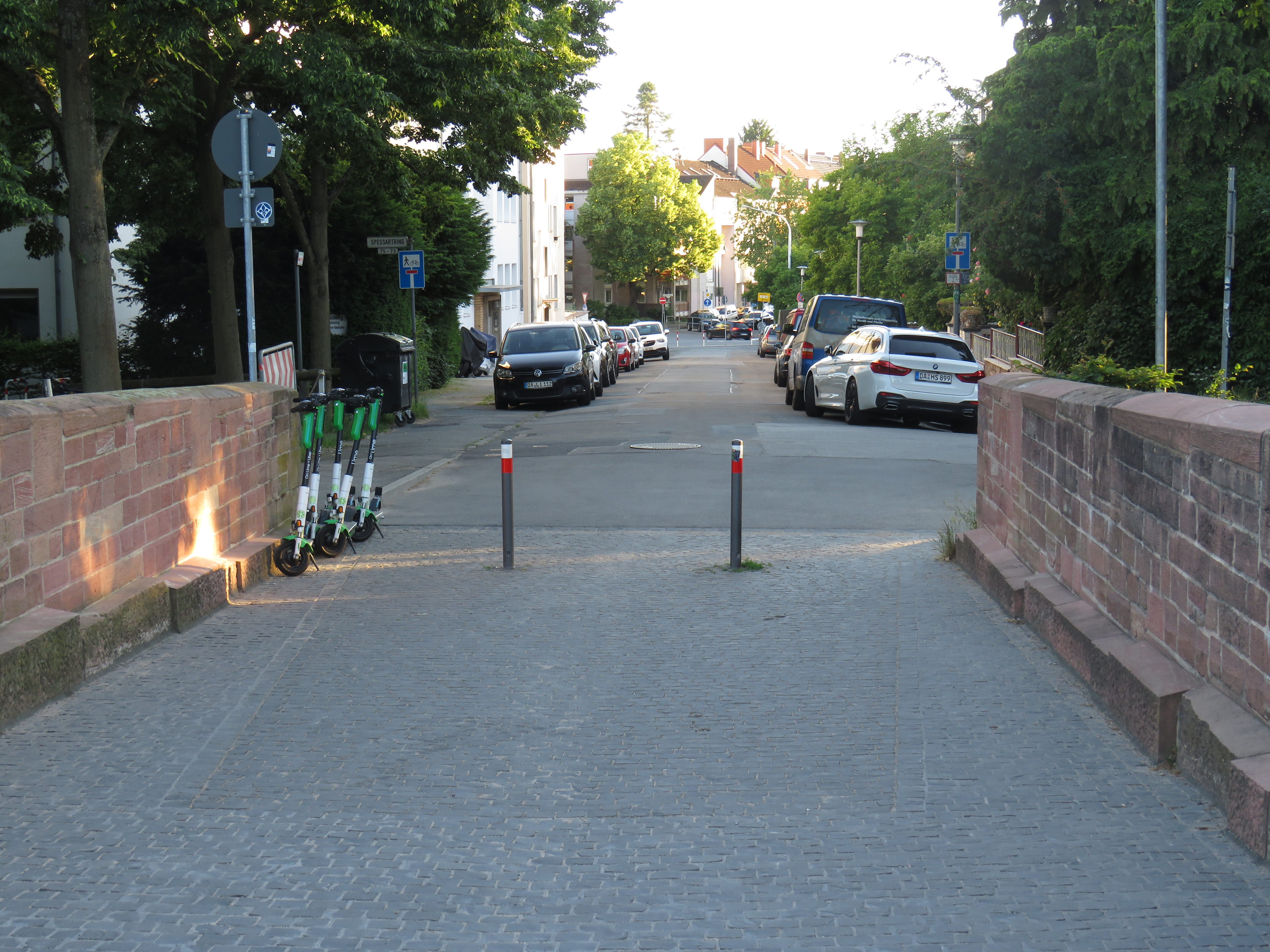
Westliche Auffahrt
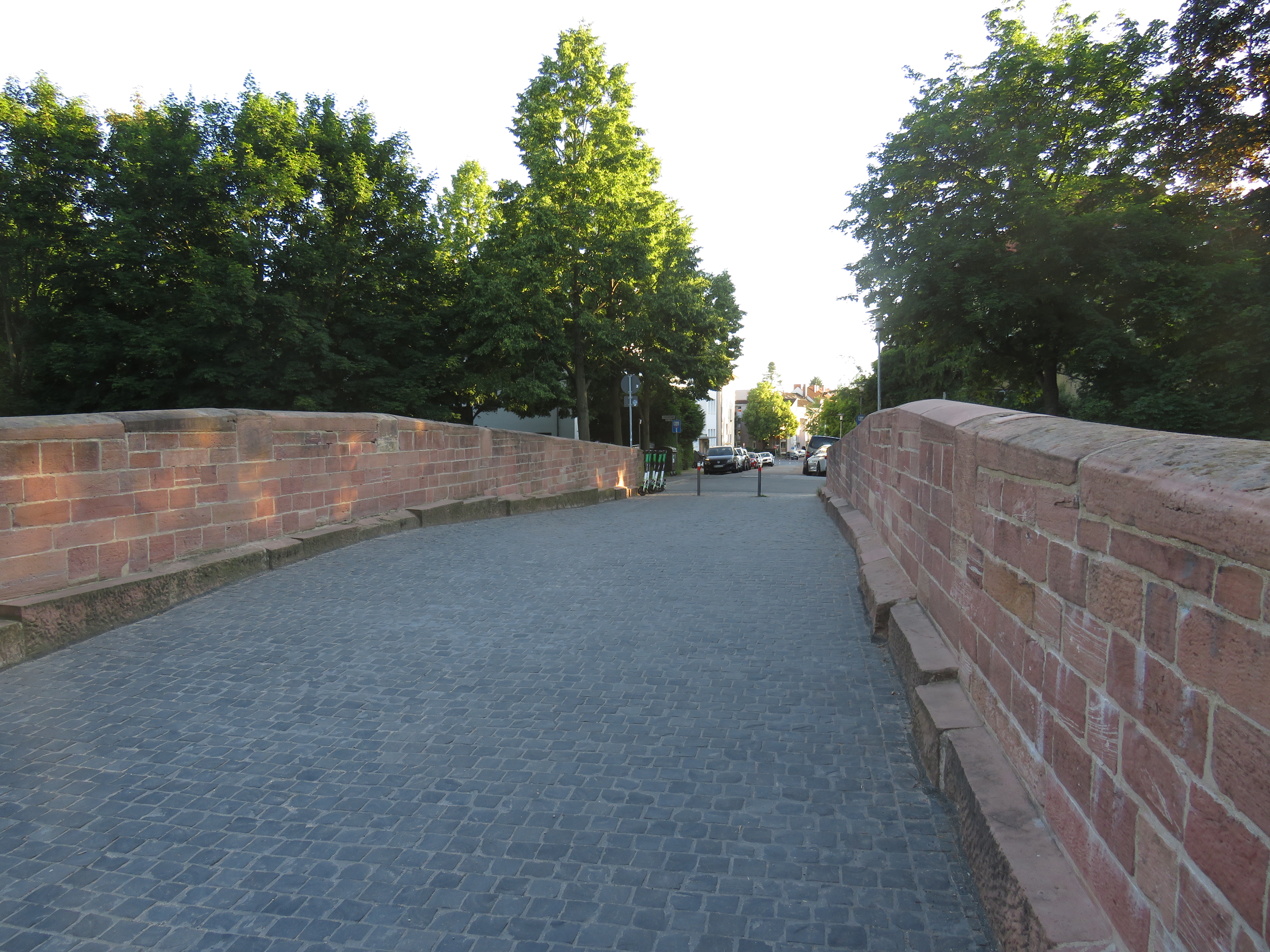
Gepflasterter Straßenbelag nach der Sanierung
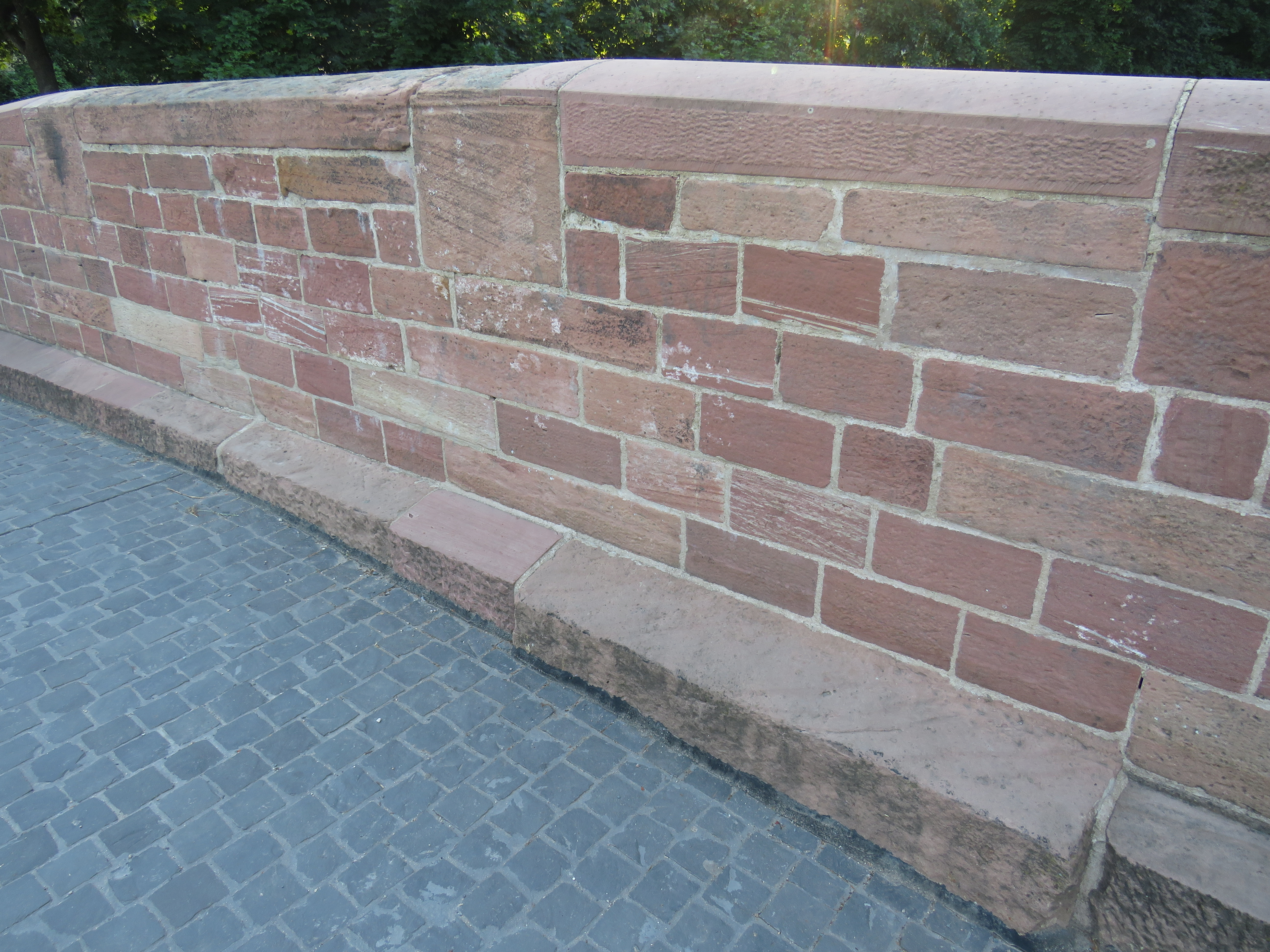
Seitliche Stützmauer im Detail: Bei der Sanierung wurde die Fahrbahn um einige Zentimeter abgesenkt
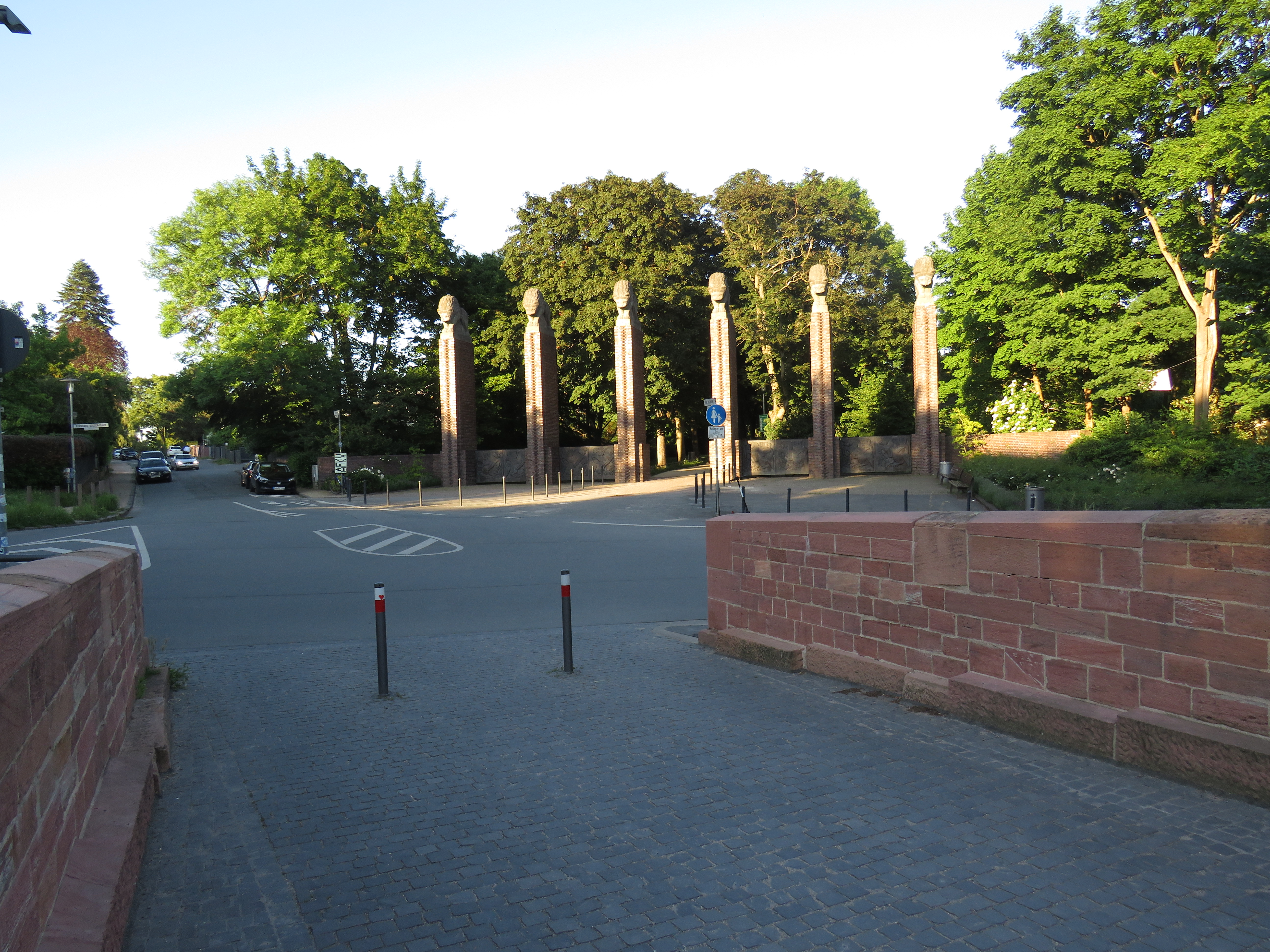
Östliche Auffahrt mit Löwentor (Eingang zum Park Rosenhöhe) im Hintergrund
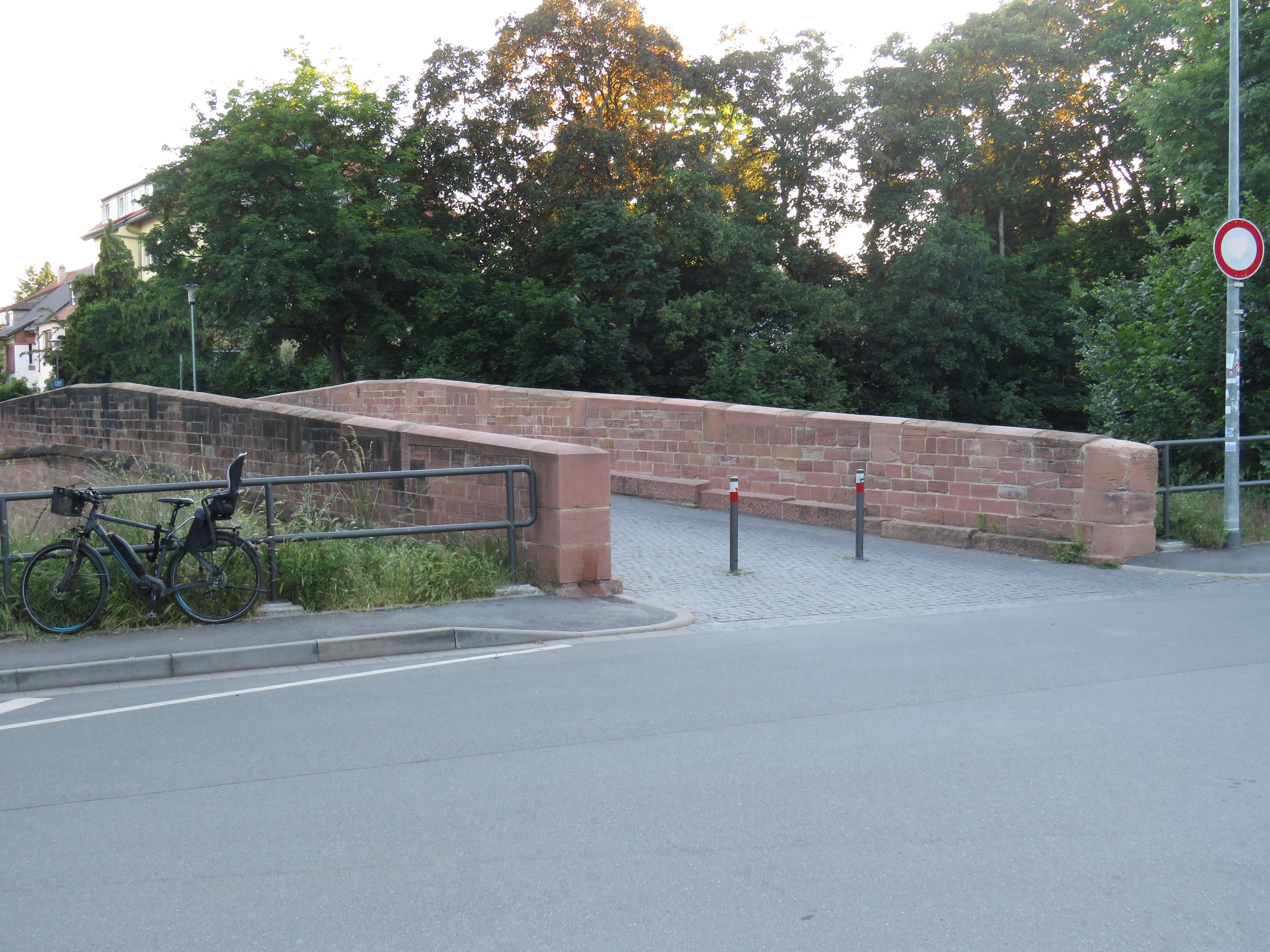
Östliche Auffahrt vom Löwentor aus gesehen

### Seitenansichten

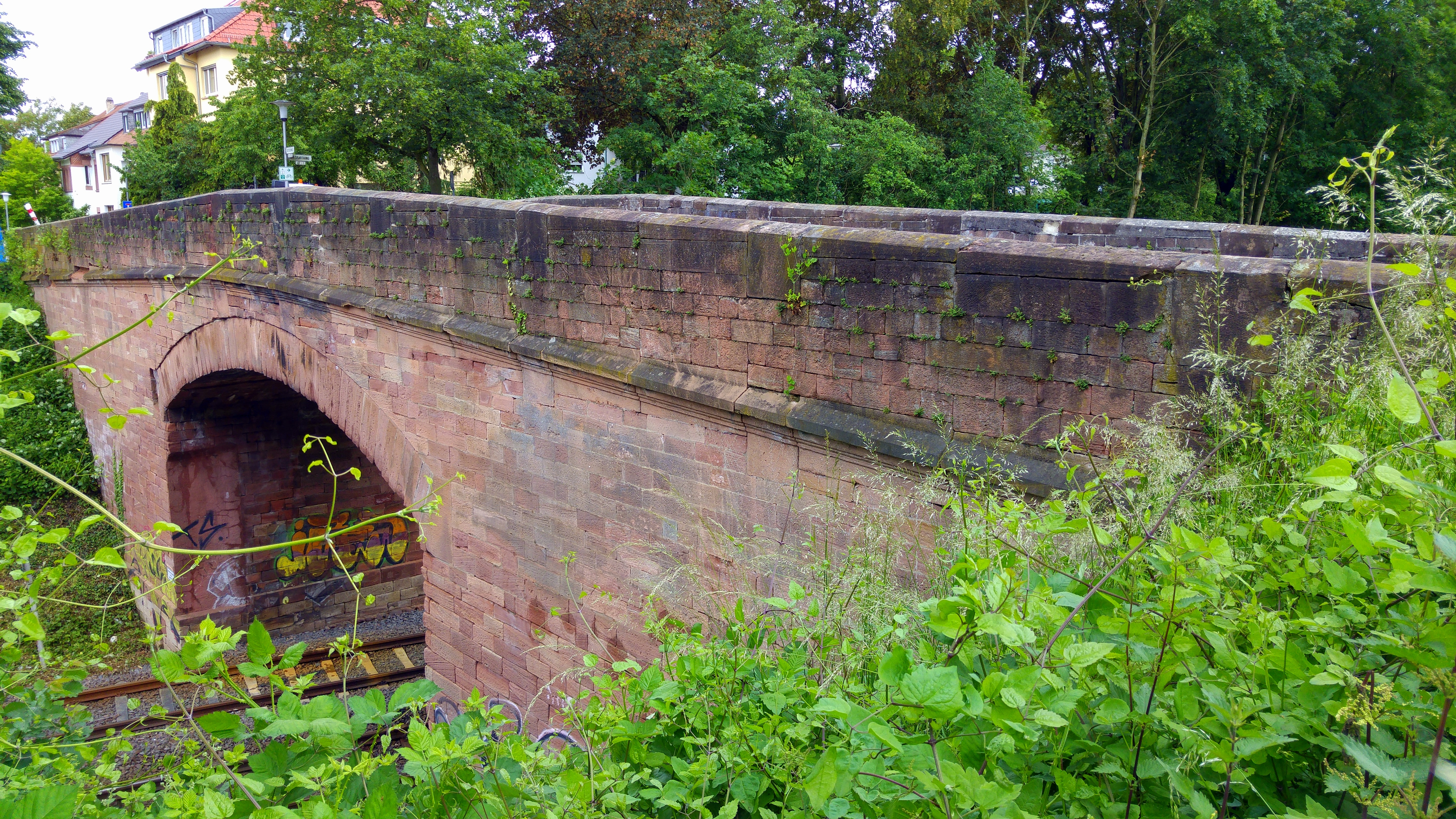
Brücke vor der Sanierung
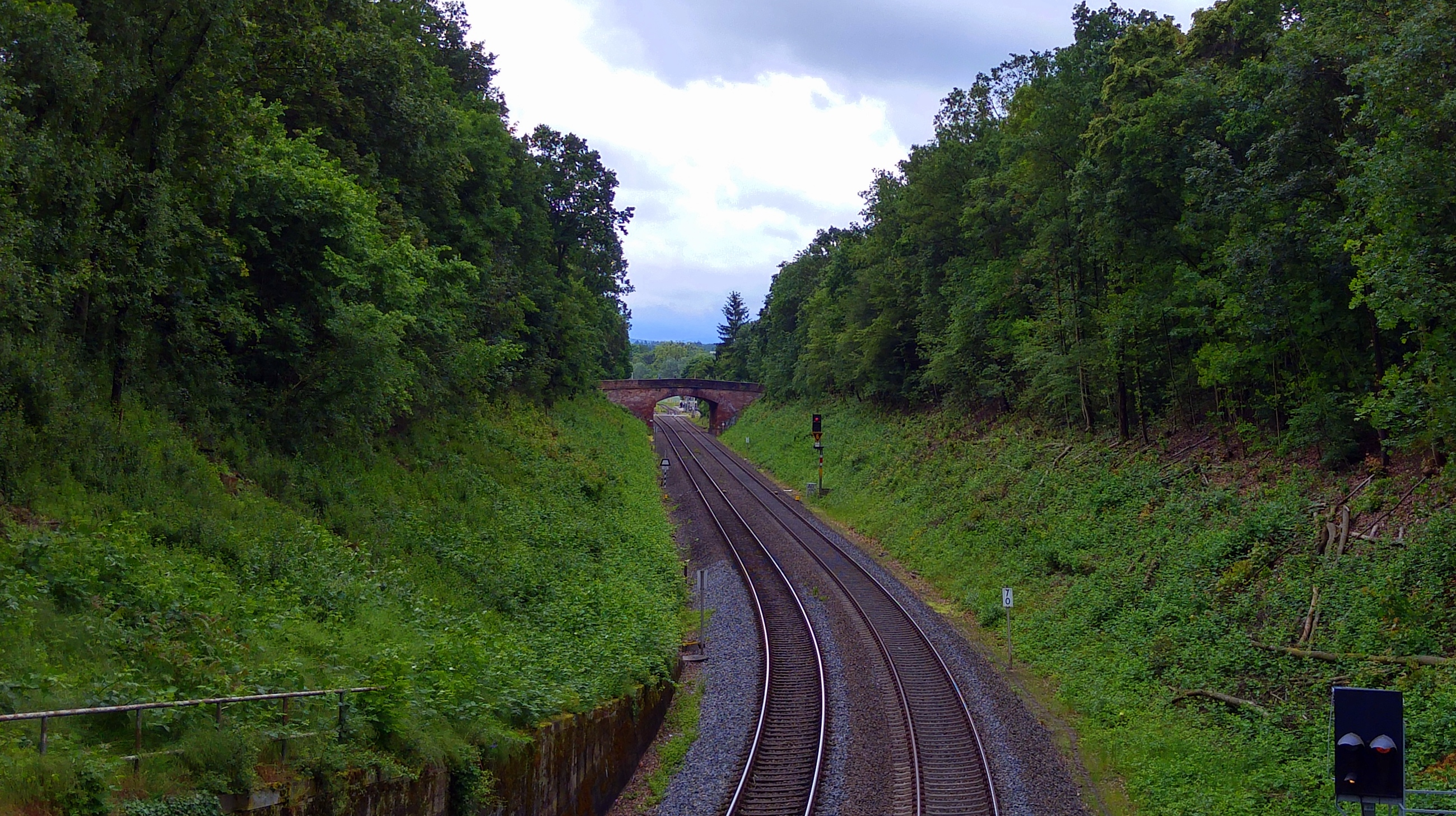
Blick auf die Brücke vor der Sanierung
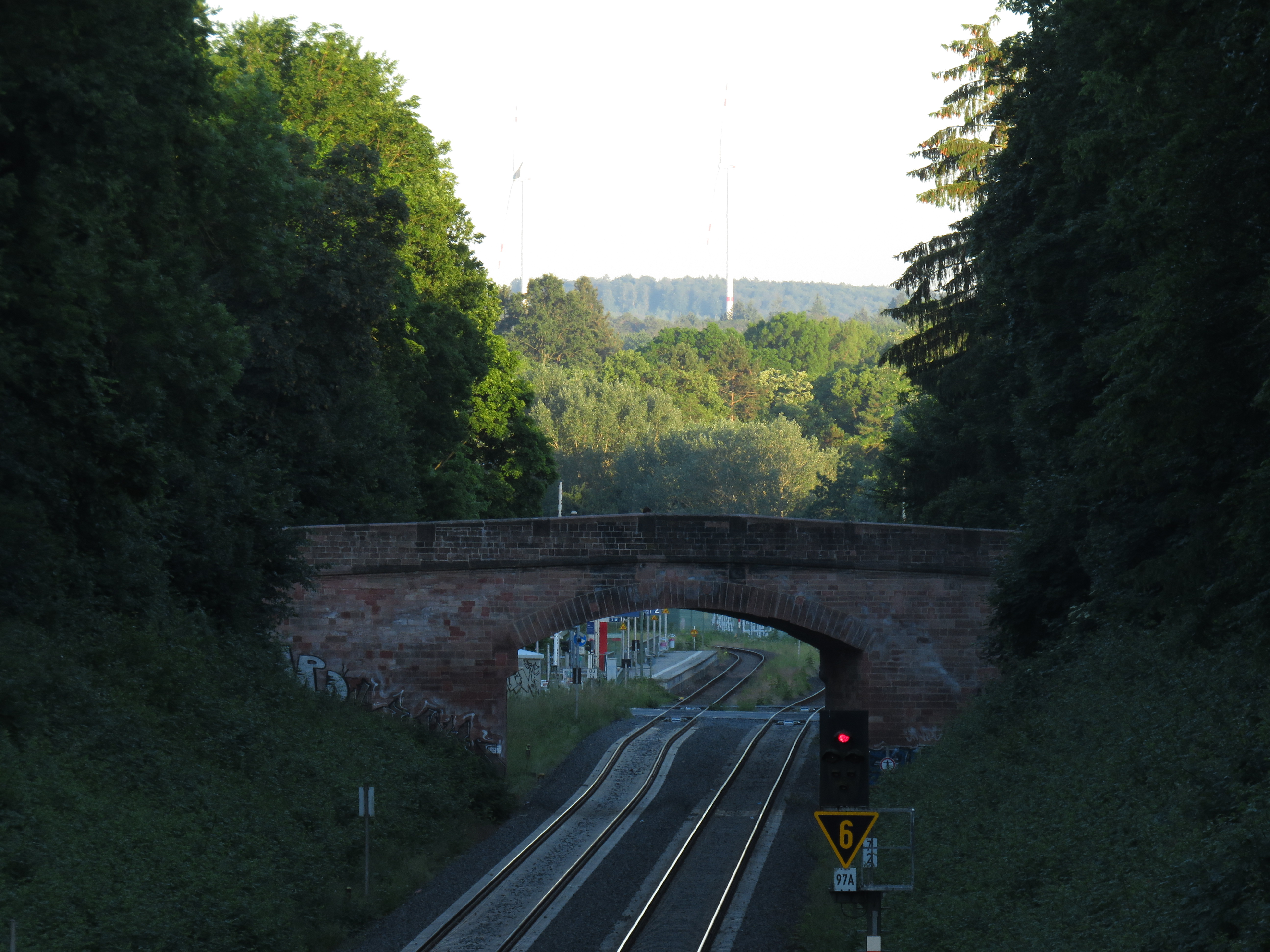
Blick von der Brücke Dieburger Straße auf die südlicher gelegene Seiterswegbrücke